# Котиледон
Котиледон (лат. Cotyledon) — род многолетних суккулентных растений семейства Толстянковые (Crassulaceae) произрастающий в некоторых странах Африки и Йемене. Многие представители рода популярные комнатные растения.

## Название
Латинское родовое название Cotyledon происходит от др.-греч. κοτυληδών, kotulēdṓn — чашеобразная полость, что в свою очередь происходит от др.-греч. κοτύλη, kotúlē — чаша, имея в виду форму листьев.

## Ботаническое описание

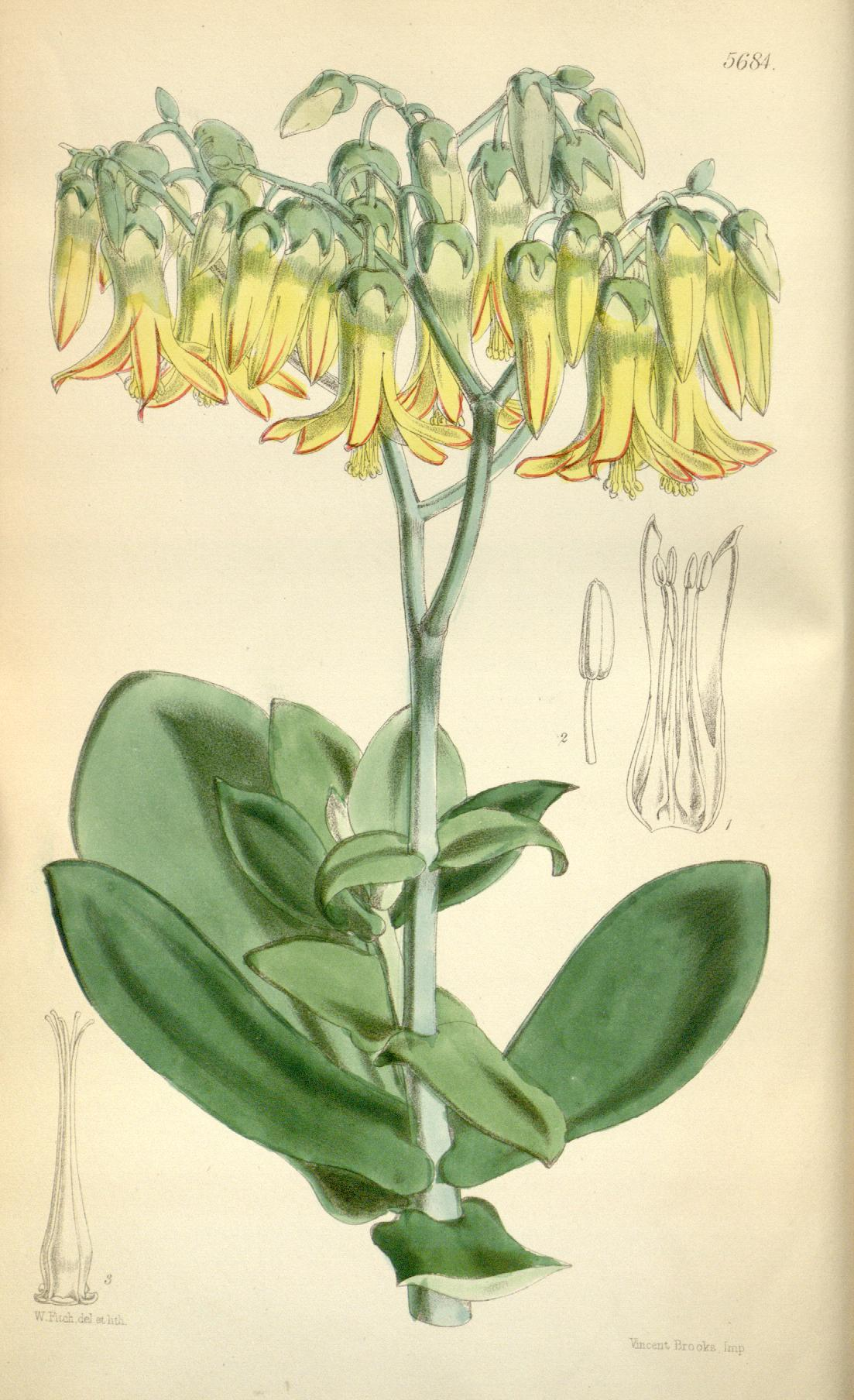
Ботаническая иллюстрация вида Cotyledon velutina

Представители рода — кустарники, до 80 см в высоту, опушенные. Стебли прямостоячие, ветвистые, мясистые, несколько одеревеневшие. Листья стойкие, стеблевые, супротивные, сидячие; пластинка обратнояйцевидная, пластинчатая, 5–18 см длиной, мясистая.
Соцветия конечные, кистевидные. Цветоножки присутствуют. Цветки поникающие, 5-членные; чашелистики в основании сросшиеся, все одинаковые; лепестки в основании прямостоячие, дистально раскидистые, сросшиеся в 5-угольную трубку, оранжевые, красные или желтые; тычинок 10; пестики прямостоячие; основание завязи округлое. Плоды прямостоячие. Семена эллипсовидные, малоребристые.
Число хромосом: х = 9.

## Распространение
Род произрастает в Африке — Анголе, Эритреи, Эфиопии, Кении, Лесото, Мозамбике, Намибии, Сомали, Судане, Эсватини, Танзании, Уганде, Зимбабве и на территории Аравийского полуострова — Йемене.  
Интродуцирован в Калифорнии (США), Доминиканской Республики, Франции, Новой Зеландии, Португалии, Испании, Тунисе и на острове Святой Елены.  

## Таксономия
Cotyledon L., первое упоминание в Sp. Pl.: 429 (1753).
Типовой вид — Котиледон округлый (Cotyledon orbiculata), суккулентное растение растет невысоким компактным кустом в комнатных условиях и до 1 м в природе. В молодом возрасте листья округло-треугольные с бордовой окантовкой по краям и покрытые восковым налетом. Во время цветения растение выбрасывает цветоносы до 60 см в высоту и красно-оранжевыми или желтыми цветками, практически без запаха.

### Синонимы
Гетеротипные (основанные на разных номенклатурных типах):
- Cotylaria Raf. (1814)

### Виды
Подтвержденные виды по данным сайта Plants of the World Online на 2023 год:
- Cotyledon adscendens R.A.Dyer
- Cotyledon barbeyi Schweinf. ex Baker
- Cotyledon campanulata Marloth
- Cotyledon cuneata Thunb. — Котиледон волнистый
- Cotyledon egglii van Jaarsv.
- Cotyledon eliseae van Jaarsv. — Котиледон Элизы
- Cotyledon flanaganii Schönland & Baker f.
- Cotyledon gloeophylla van Jaarsv.
- Cotyledon nielsii N.R.Crouch, D.Styles & Mich.Walters
- Cotyledon orbiculata L. — Котиледон округлый
- Cotyledon papillaris L.f. — Котиледон сосочковидный
- Cotyledon pendens van Jaarsv.
- Cotyledon petiolaris van Jaarsv.
- Cotyledon tanquana van Jaarsv.
- Cotyledon tomentosa Harv. — Котиледон войлочный
- Cotyledon velutina Hook.f.
- Cotyledon woodii Schönland & Baker f. — Котиледон Вуда
- Cotyledon xanthantha van Jaarsv. & Eggli

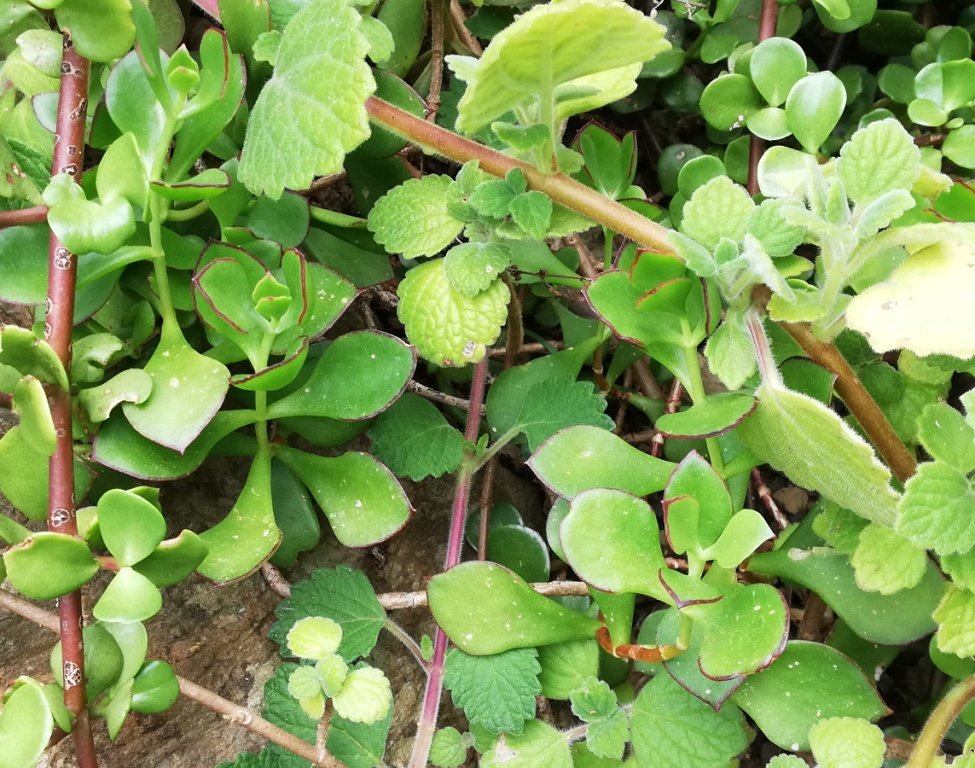
Cotyledon adscendens
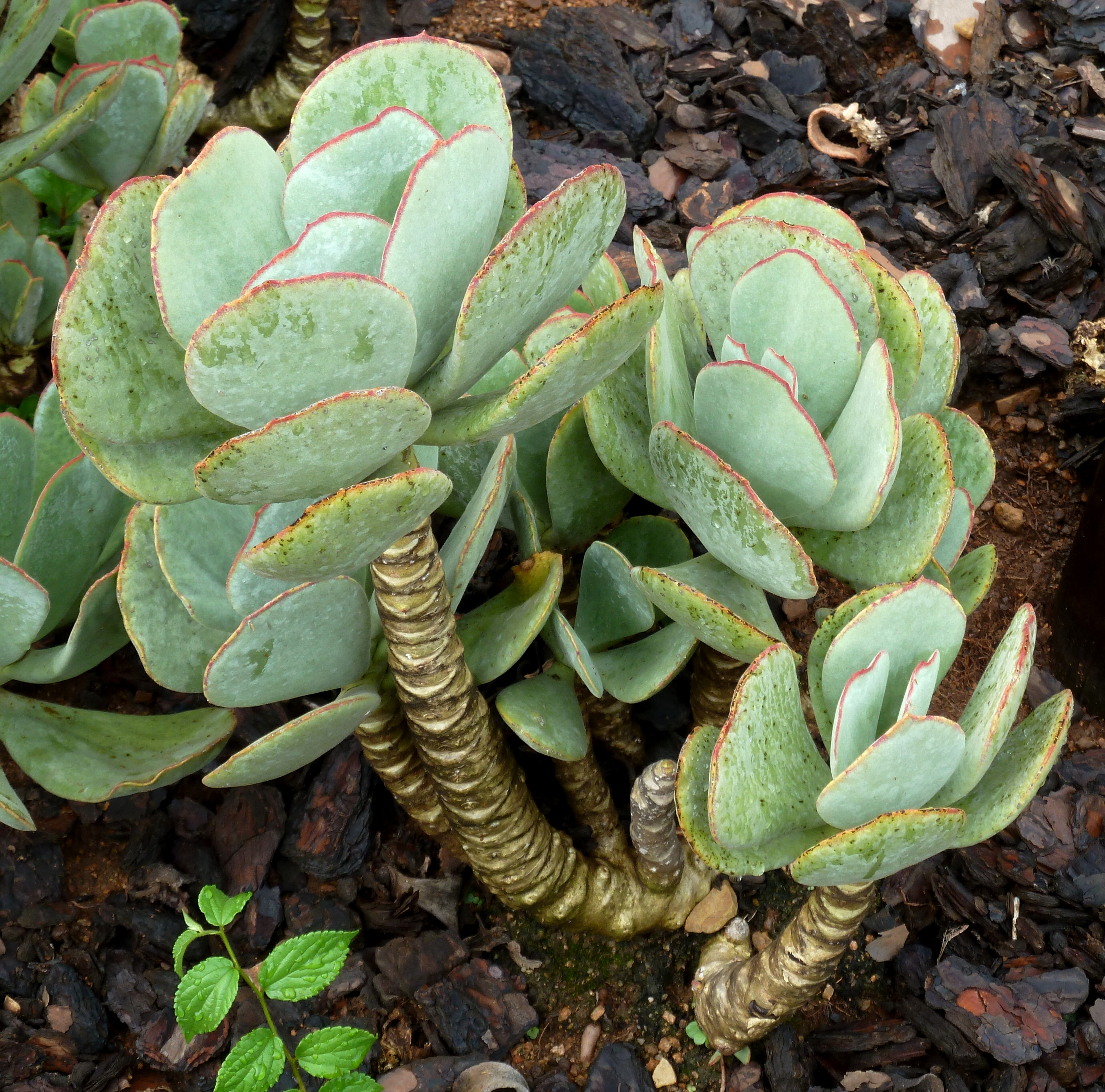
Cotyledon barbeyi
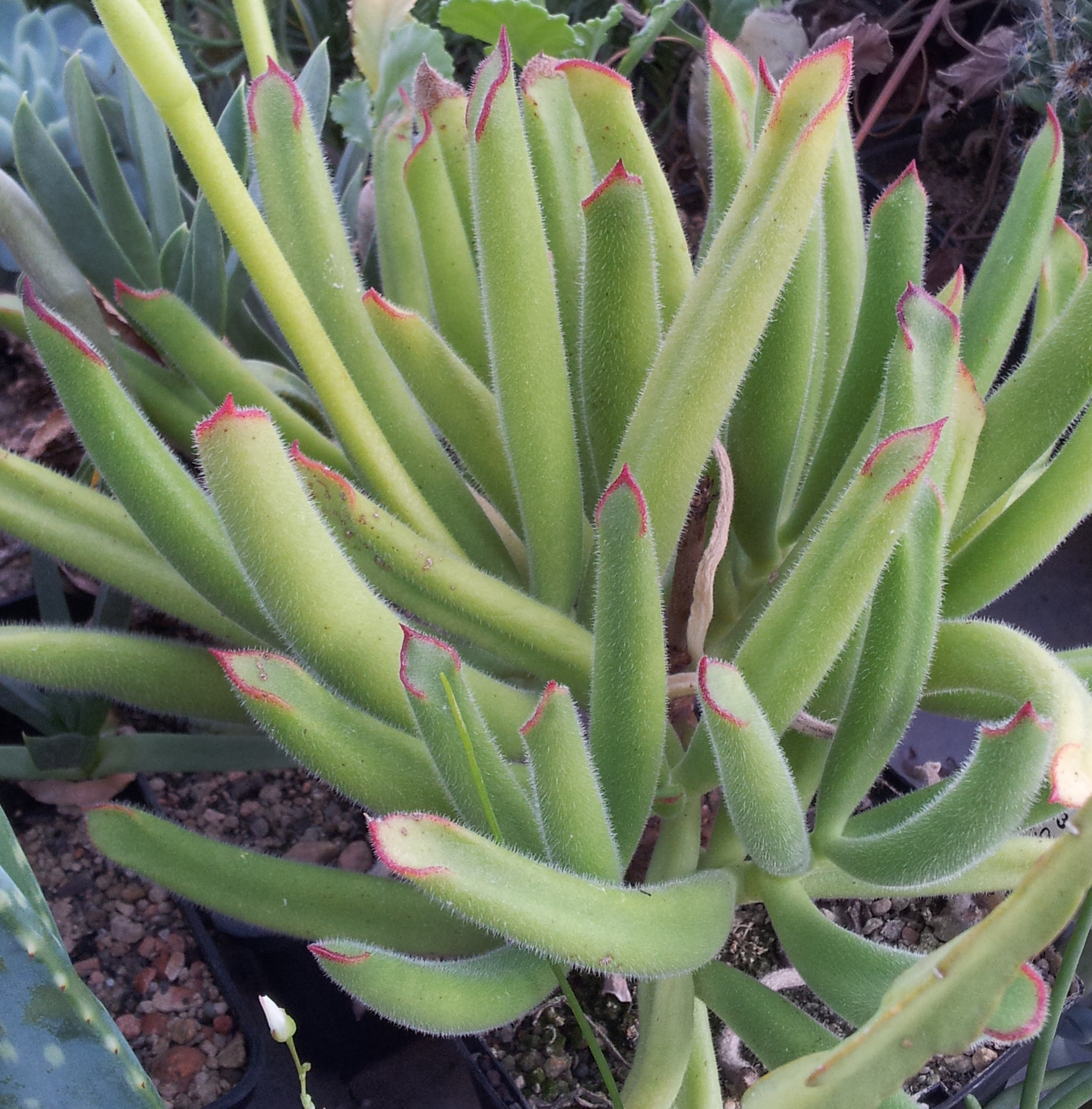
Cotyledon campanulata
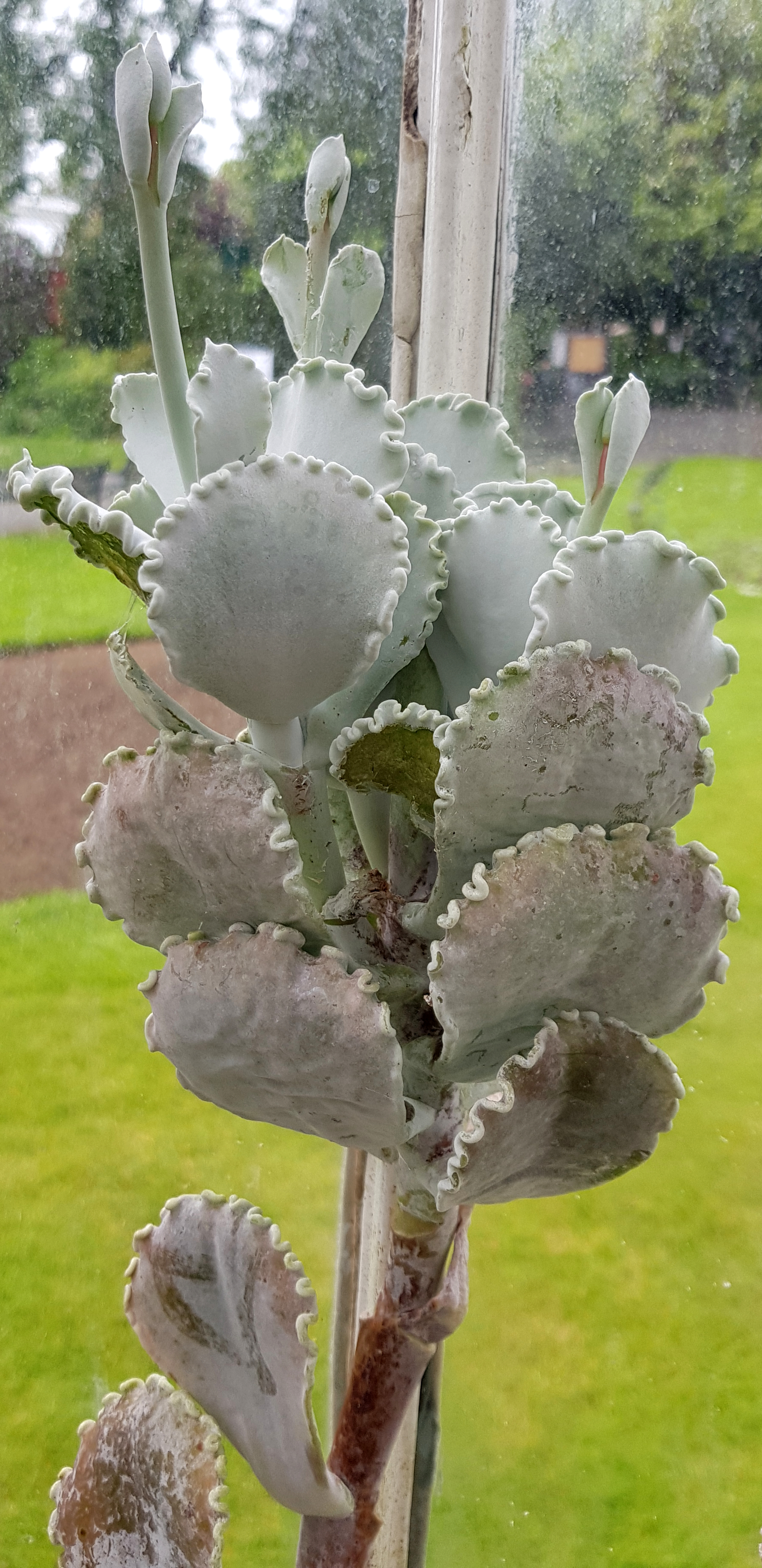
Cotyledon cuneata
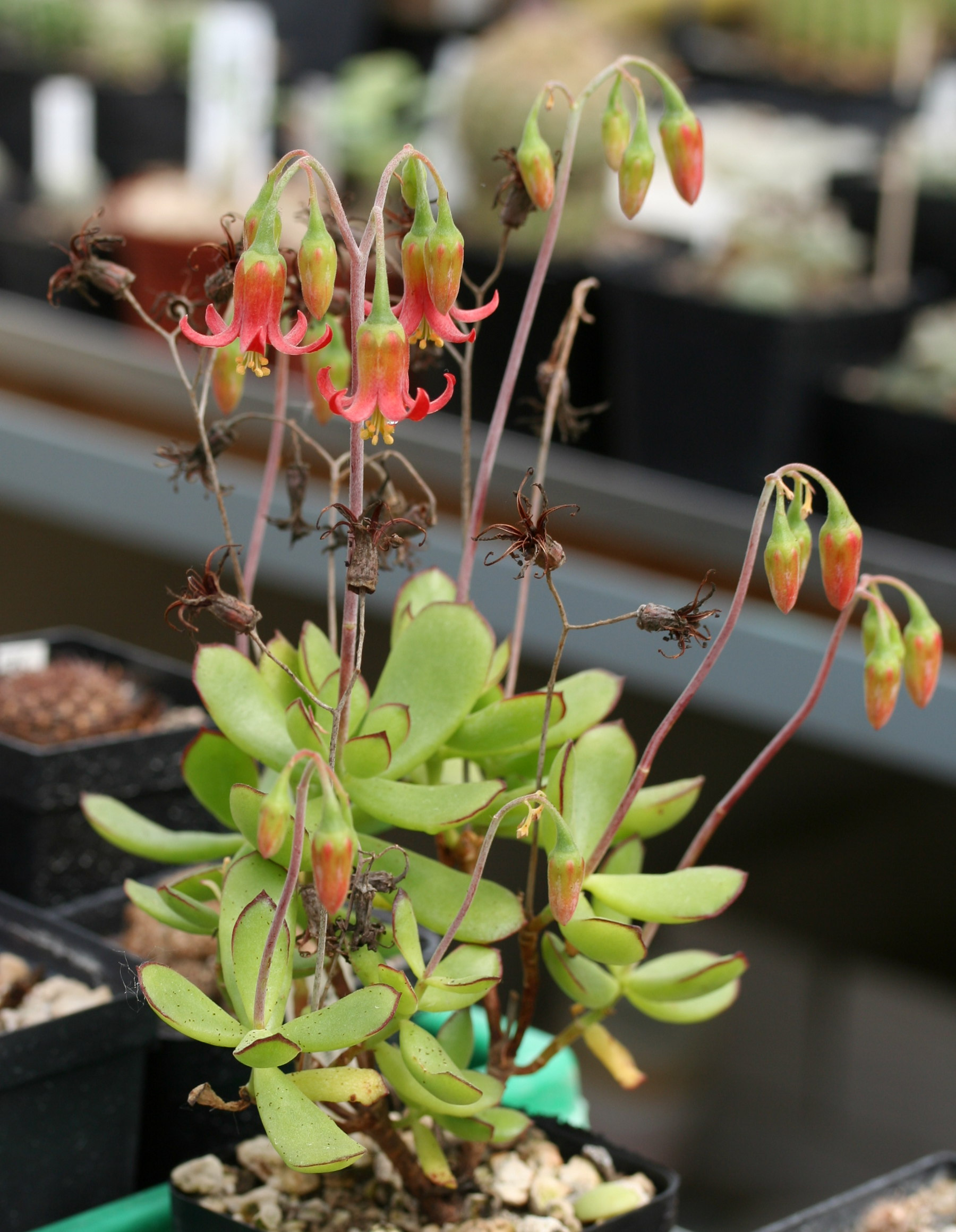
Cotyledon eliseae
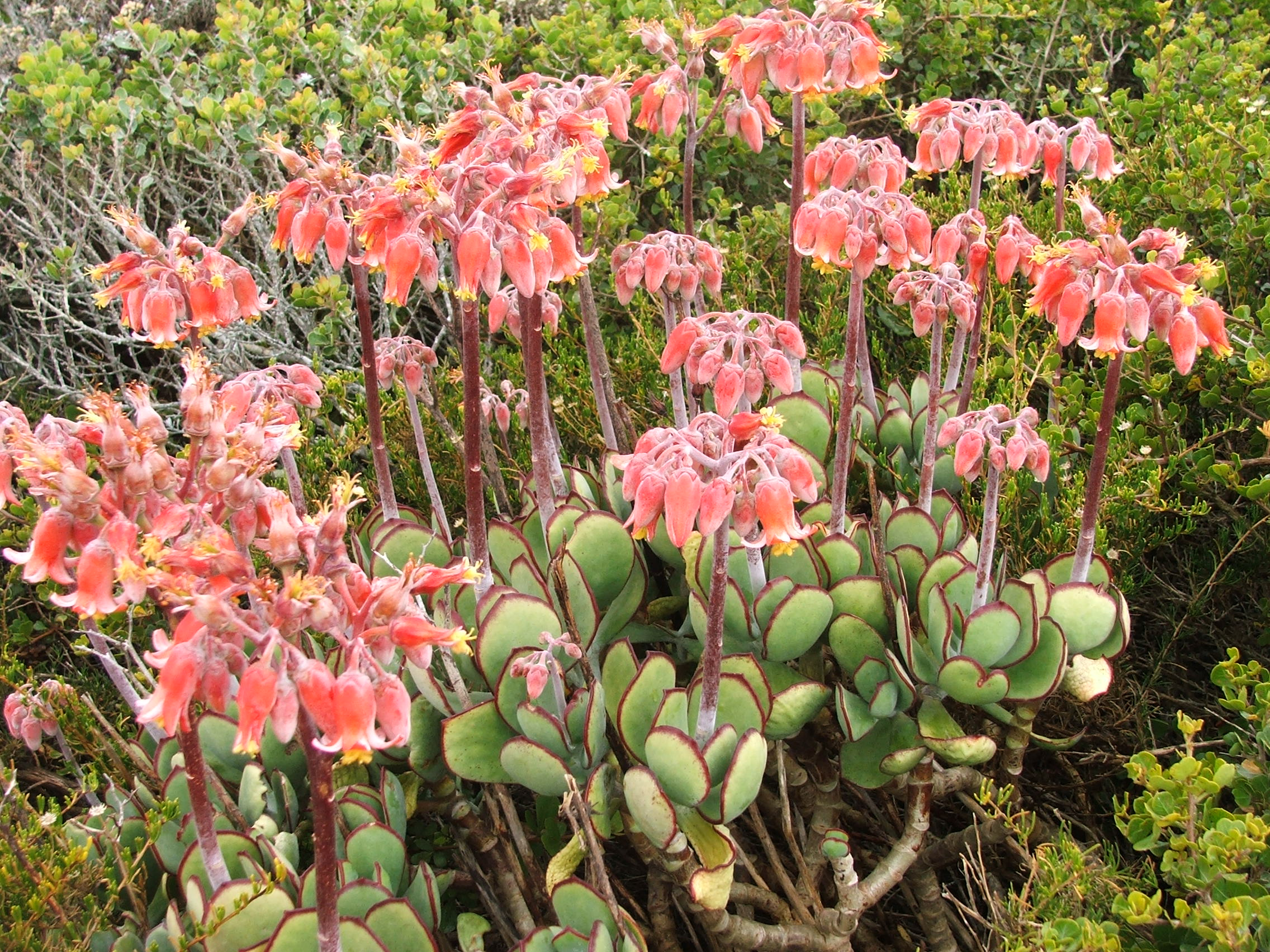
Cotyledon orbiculata
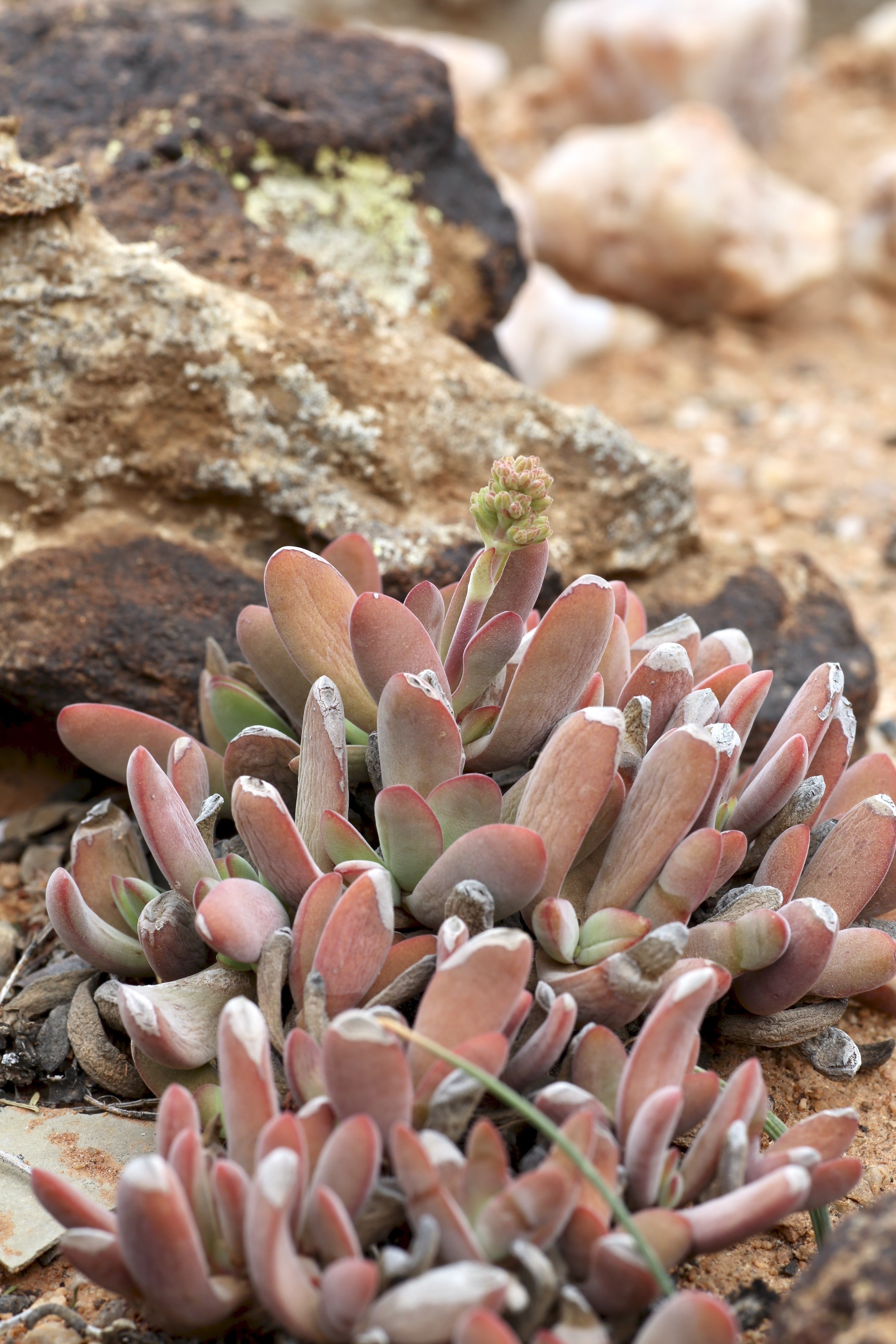
Cotyledon papillaris
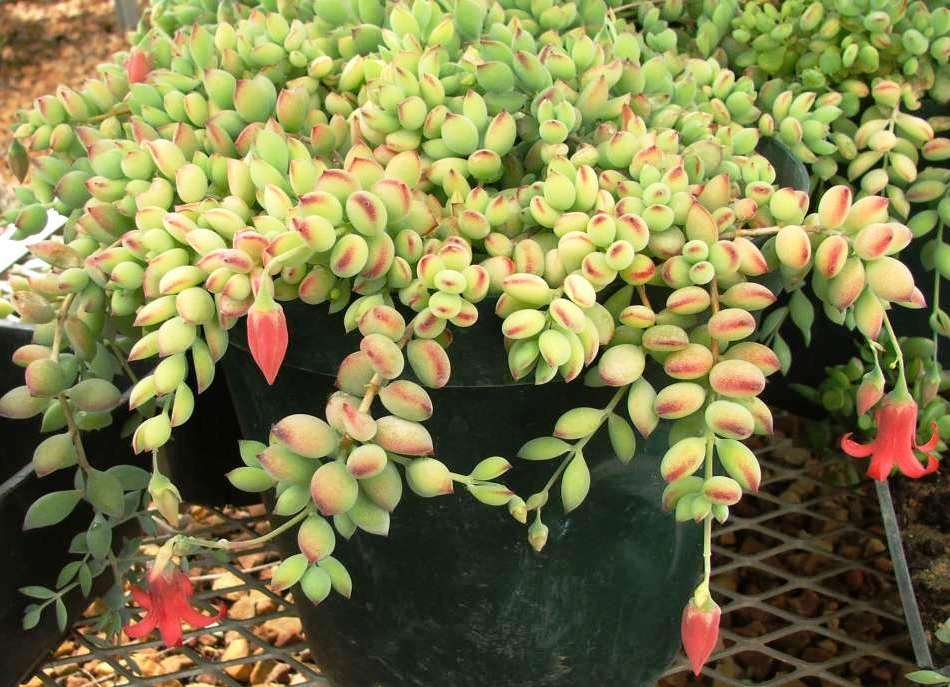
Cotyledon pendens
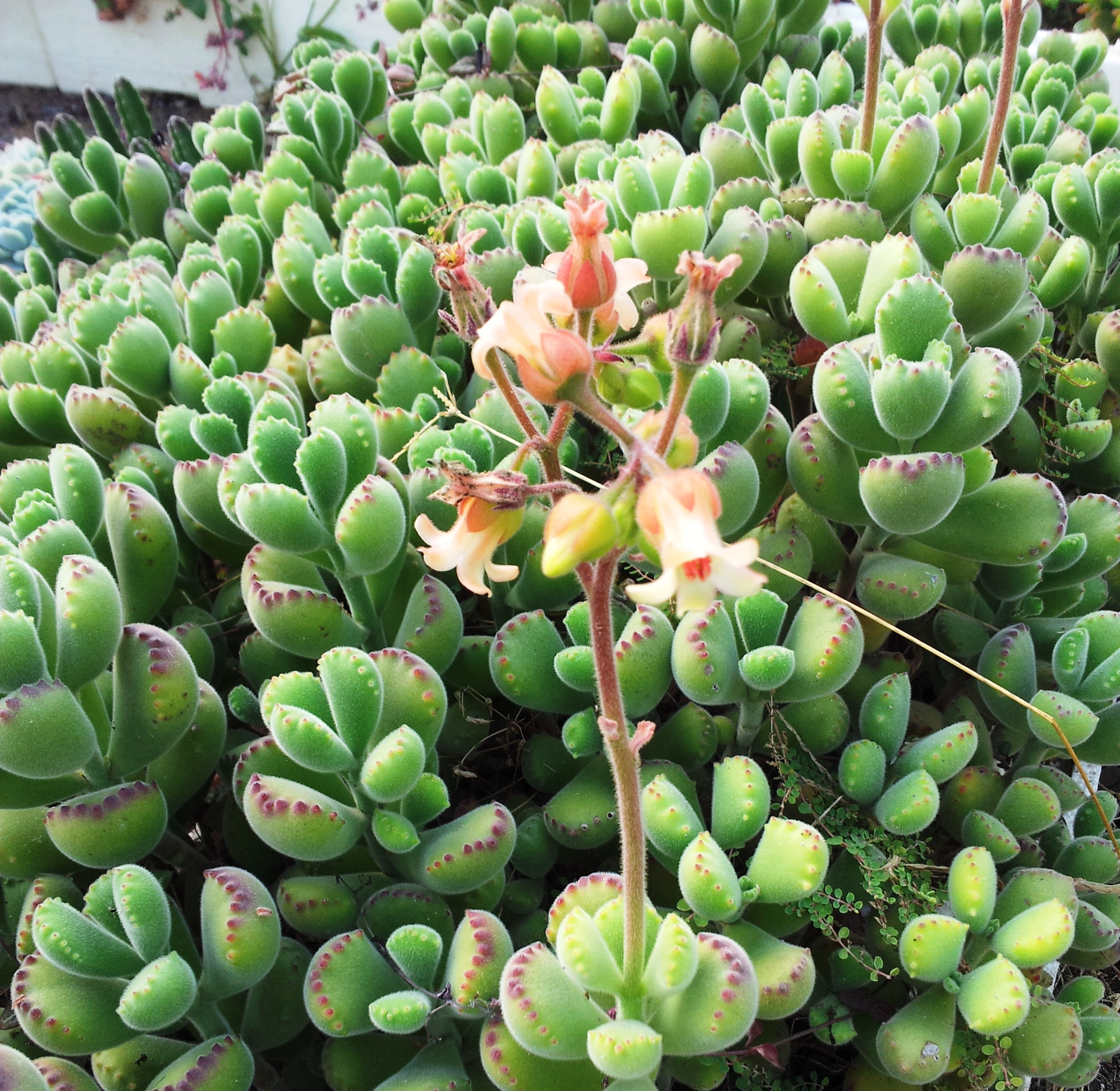
Cotyledon tomentosa
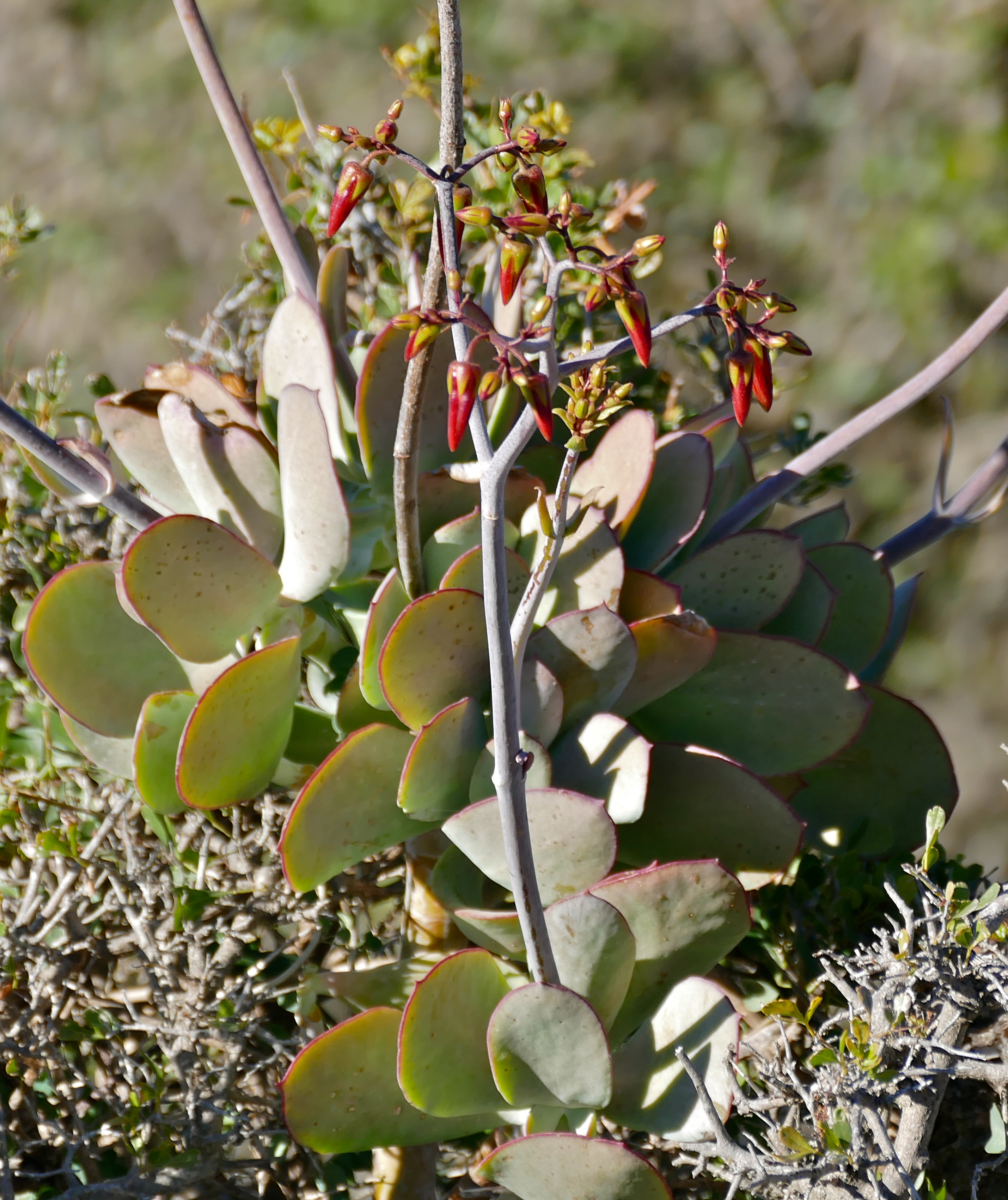
Cotyledon velutina
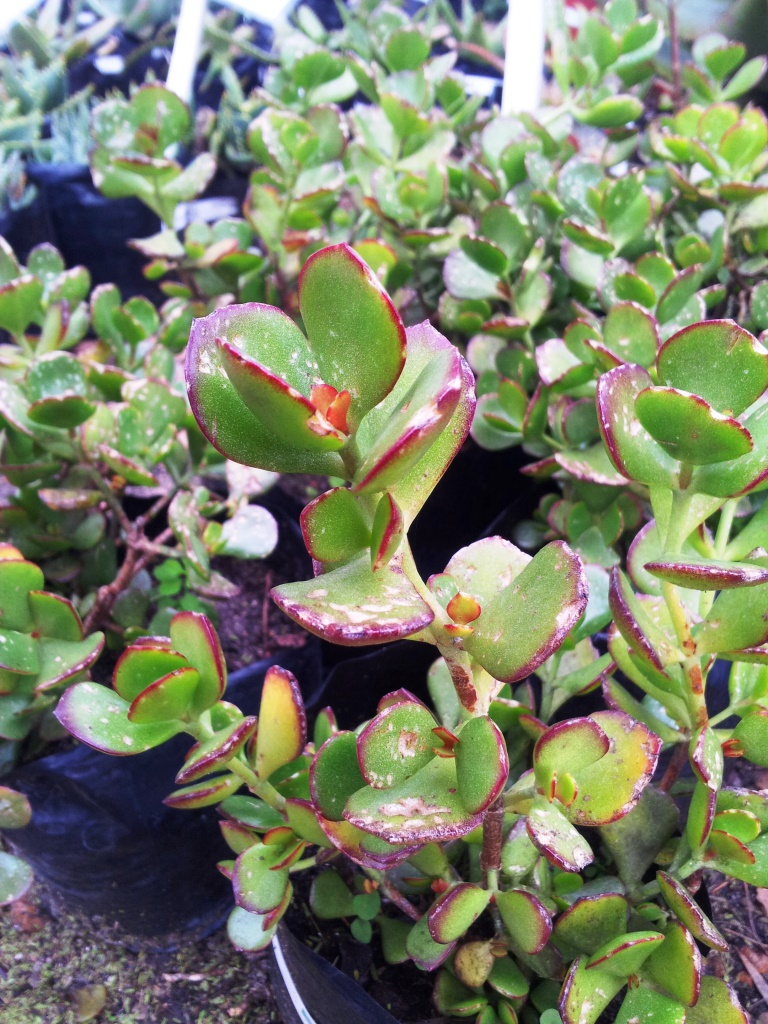
Cotyledon woodii
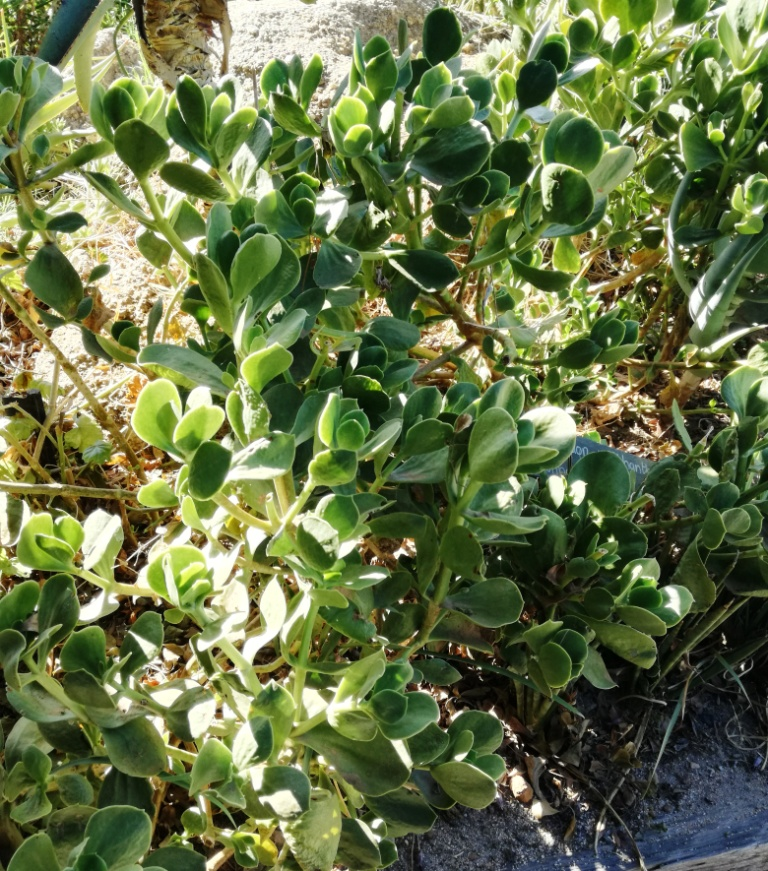
Cotyledon xanthantha